# Alphonse Streit
Alphonse Streit CMM (* 7. Dezember 1893 in Unterpleichfeld; † 22. Juni 1970) war ein deutscher römisch-katholischer Ordensmann, Geistlicher und Bischof.
Streit wurde am 26. Juni 1926 zum Priester für die Mariannhiller Missionare geweiht. Papst Pius XII. ernannte ihn am 23. Dezember 1950 zum Titularbischof von Nicius und Apostolischen Vikar von Mariannhill. Am 11. Januar 1951 wurde das Apostolische Vikariat zum Bistum Mariannhill erhoben und Streit zum ersten Bischof ernannt. Am 3. April 1951 spendete ihm Martin Lucas SVD, Apostolischer Delegat in Südafrika, die Bischofsweihe. Mitkonsekratoren waren Adalbero Joseph Fleischer, der vormalige Apostolische Vikar von Mariannhill, und Joseph Grueter CMM, Bischof des Bistums Umtata. Am 5. Juli 1951 wurde er als Bischof inthronisiert. Am 21. Mai 1970 nahm Papst Paul VI. seinen Rücktritt als Bischof an und ernannte ihn zum Titularbischof von Maturba.
Streit nahm an den ersten beiden Sitzungsperioden des Zweiten Vatikanischen Konzils als Konzilsvater teil.